# Elecciones al Senado de los Estados Unidos de 2010
Las elecciones al Senado de los Estados Unidos de 2010 tuvieron lugar el 2 de noviembre de 2010, por 37 de los 100 escaños en el Senado de los Estados Unidos. Una elección especial para 38 escaños fue celebrada en Massachusetts el 19 de enero de 2010, por un mandato que termina en 2013.
Treinta y cuatro de los escaños son para seis términos, empezando el 1 de enero de 2011, y en enero de 2017. Luego se unirán con el Senado III Clase, que data de senadores que sirvieron seis términos completos desde el 4 de marzo de 1789 al 3 de marzo de 1795. Los otros tres son de términos más cortos: Delaware terminando en 2015, Nueva York en enero de 2013 y Virginia Occidental terminando ene enero de 2013.
Después de las elecciones de 2008, el Senado está compuesto de 57 Demócratas, 41 Republicanos y dos Independientes cuya asamblea se hizo junto con los Demócratas. Del resto de escaños a ser elegidos en 2010, 19 son Demócratas (siete de la cual se retiraron o fueron derrotados en las primarias) y 18 son Republicanos (ocho de la cual se retiraron o fueron derrotados en las primarias). El líder Demócrata Harry Reid ganó las elecciones pese a que perdieron algunos escaños.

## Resultados
Resumen del resultado de las elecciones al Senado
| Partidos | Partidos                       | Última elección: 2008 | Fin del último (111.º) Congreso | No subió | Subió | Titular retirado            | Titular retirado             | Titular se postuló | Titular se postuló   | Titular se postuló                                  | Resumen   | Resumen  | Resumen | Elegido | Resultado | Cambio | Voto popular | Voto popular |
| Partidos | Partidos                       | Última elección: 2008 | Fin del último (111.º) Congreso | No subió | Subió | Ganado por el mismo partido | Reemplazado por otro partido | Ganó la reelección | Perdió la reelección | Perdió la renominación, Ganado por el mismo partido | Obtenidos | Perdidos | Ganados | Elegido | Resultado | Cambio | Votos        | Compartidos  |
| -------- | ------------------------------ | --------------------- | ------------------------------- | -------- | ----- | --------------------------- | ---------------------------- | ------------------ | -------------------- | --------------------------------------------------- | --------- | -------- | ------- | ------- | --------- | ------ | ------------ | ------------ |
|          | Demócrata                      | 57A                   | 57A                             | 38       | 19    | 3                           | 4                            | 8                  | 2                    |                                                     | 11        | 6        |         | ?       | 49        | +/- ?  | ?            | ?%           |
|          | Republicano                    | 41                    | 41                              | 23       | 18    | 7                           | 0                            | ?                  | ?                    | ?                                                   | 18        | ( ? )    | 6       | ?       | 46        | ( ? )  | ?            | ?%           |
|          | Independiente                  | 2A                    | 2A                              | 2        | 0     | —                           | —                            | —                  | —                    | —                                                   | —         | —        | ?       | ?       | ?         | ?      | ?            | ?%           |
|          | Libertario                     | —                     | —                               | —        | —     | —                           | —                            | —                  | —                    | —                                                   | —         | —        | ?       | ?       | ?         | ?      | ?            | ?%           |
|          | Independencia                  | —                     | —                               | —        | —     | —                           | —                            | —                  | —                    | —                                                   | —         | —        | ?       | ?       | ?         | ?      | ?            | ?%           |
|          | Verde                          | —                     | —                               | —        | —     | —                           | —                            | —                  | —                    | —                                                   | —         | —        | ?       | ?       | ?         | ?      | ?            | ?%           |
|          | ConstituciónB                  | —                     | —                               | —        | —     | —                           | —                            | —                  | —                    | —                                                   | —         | —        | ?       | ?       | ?         | ?      | ?            | ?%           |
|          | Verdes Independiente           | —                     | —                               | —        | —     | —                           | —                            | —                  | —                    | —                                                   | —         | —        | ?       | ?       | ?         | ?      | ?            | ?%           |
|          | Ley Natural                    | —                     | —                               | —        | —     | —                           | —                            | —                  | —                    | —                                                   | —         | —        | ?       | ?       | ?         | ?      | ?            | ?%           |
|          | Reforma                        | —                     | —                               | —        | —     | —                           | —                            | —                  | —                    | —                                                   | —         | —        | ?       | ?       | ?         | ?      | ?            | ?%           |
|          | Socialista de los Trabajadores | —                     | —                               | —        | —     | —                           | —                            | —                  | —                    | —                                                   | —         | —        | ?       | ?       | ?         | ?      | ?            | ?%           |
|          | Socialista EUA                 | —                     | —                               | —        | —     | —                           | —                            | —                  | —                    | —                                                   | —         | —        | ?       | ?       | ?         | ?      | ?            | ?%           |
| Total    | Total                          | 100                   | 100                             | 63       | 37    | ?                           | ?                            | ?                  | ?                    | ?                                                   | ?         | ( ? )    | ?       | ?       | 100       | —      | ?            | 100%         |

A Los dos Independientes se unieron con los Demócratas en su bancada
B El Partido de la Constitución incluye filiales estatales

### Cambio en la composición
Nota: Algunos escaños pueden cambiar de partido justo después de las elecciones, antes de que empiece el siguiente (112.º) Congreso.
| Composición del Senado al inicio del 111.º Congreso | Composición del Senado al inicio del 111.º Congreso | Composición del Senado al inicio del 111.º Congreso | Composición del Senado al inicio del 111.º Congreso | Composición del Senado al inicio del 111.º Congreso | Composición del Senado al inicio del 111.º Congreso | Composición del Senado al inicio del 111.º Congreso | Composición del Senado al inicio del 111.º Congreso | Composición del Senado al inicio del 111.º Congreso | Composición del Senado al inicio del 111.º Congreso | Composición del Senado al inicio del 111.º Congreso |
| --------------------------------------------------- | --------------------------------------------------- | --------------------------------------------------- | --------------------------------------------------- | --------------------------------------------------- | --------------------------------------------------- | --------------------------------------------------- | --------------------------------------------------- | --------------------------------------------------- | --------------------------------------------------- | --------------------------------------------------- |
| R                                                   | R                                                   | R                                                   | R                                                   | R                                                   |                                                     | D                                                   | D                                                   | D                                                   | D                                                   | D                                                   |
| R                                                   | R                                                   | R                                                   | R                                                   | D                                                   | D                                                   | D                                                   | D                                                   | D                                                   | D                                                   |                                                     |
| R                                                   | R                                                   | R                                                   | R                                                   | D                                                   | D                                                   | D                                                   | D                                                   | D                                                   | D                                                   |                                                     |
| R                                                   | R                                                   | R                                                   | R                                                   | D                                                   | D                                                   | D                                                   | D                                                   | D                                                   | D                                                   |                                                     |
| R                                                   | R                                                   | R                                                   | R                                                   | D                                                   | D                                                   | D                                                   | D                                                   | D                                                   | D                                                   |                                                     |
| R                                                   | R                                                   | R                                                   | R                                                   | D                                                   | D                                                   | D                                                   | D                                                   | D                                                   | D                                                   |                                                     |
| R                                                   | R                                                   | R                                                   | R                                                   | D                                                   | D                                                   | D                                                   | D                                                   | D                                                   | D                                                   |                                                     |
| R                                                   | R                                                   | R                                                   | R                                                   | D                                                   | D                                                   | D                                                   | D                                                   | D                                                   | D                                                   |                                                     |
| R                                                   | R                                                   | R                                                   | R                                                   | D                                                   | D                                                   | D                                                   | D                                                   | D                                                   | I(D)                                                |                                                     |
| R                                                   | R                                                   | R                                                   | R                                                   | D                                                   | D                                                   | D                                                   | D                                                   | D                                                   | I(D)                                                |                                                     |

| Composición del Senado al inicio del 112.º Congreso | Composición del Senado al inicio del 112.º Congreso | Composición del Senado al inicio del 112.º Congreso | Composición del Senado al inicio del 112.º Congreso | Composición del Senado al inicio del 112.º Congreso | Composición del Senado al inicio del 112.º Congreso | Composición del Senado al inicio del 112.º Congreso | Composición del Senado al inicio del 112.º Congreso | Composición del Senado al inicio del 112.º Congreso | Composición del Senado al inicio del 112.º Congreso | Composición del Senado al inicio del 112.º Congreso |
| --------------------------------------------------- | --------------------------------------------------- | --------------------------------------------------- | --------------------------------------------------- | --------------------------------------------------- | --------------------------------------------------- | --------------------------------------------------- | --------------------------------------------------- | --------------------------------------------------- | --------------------------------------------------- | --------------------------------------------------- |
| R                                                   | R                                                   | R                                                   | R √                                                 | R √                                                 |                                                     | D √                                                 | D                                                   | D                                                   | D                                                   | D                                                   |
| R                                                   | R                                                   | R                                                   | R √                                                 | R +                                                 | D √                                                 | D                                                   | D                                                   | D                                                   | D                                                   |                                                     |
| R                                                   | R                                                   | R                                                   | R √                                                 | R +                                                 | D √                                                 | D                                                   | D                                                   | D                                                   | D                                                   |                                                     |
| R                                                   | R                                                   | R √                                                 | R √                                                 | R +                                                 | D √                                                 | D                                                   | D                                                   | D                                                   | D                                                   |                                                     |
| R                                                   | R                                                   | R √                                                 | R O                                                 | R +                                                 | D √                                                 | D                                                   | D                                                   | D                                                   | D                                                   |                                                     |
| R                                                   | R                                                   | R √                                                 | R O                                                 | R +                                                 | D √                                                 | D                                                   | D                                                   | D                                                   | D                                                   |                                                     |
| R                                                   | R                                                   | R √                                                 | R O                                                 | R +                                                 | D √                                                 | D                                                   | D                                                   | D                                                   | D                                                   |                                                     |
| R                                                   | R                                                   | R √                                                 | R O                                                 | D O                                                 | D √                                                 | D                                                   | D                                                   | D                                                   | D                                                   |                                                     |
| R                                                   | R                                                   | R √                                                 | R O                                                 | D O                                                 | D √                                                 | D                                                   | D                                                   | D                                                   | I(D)                                                |                                                     |
| R                                                   | R                                                   | R √                                                 | R O                                                 | D O                                                 | D √                                                 | D                                                   | D                                                   | D                                                   | I(D)                                                |                                                     |

| Clave | Partidos                                           | Resultados                                                            |
| ----- | -------------------------------------------------- | --------------------------------------------------------------------- |
| Clave | R = Republicano                                    | √ = El partido se mantuvo: Titular reelegido                          |
| Clave | D = Demócrata                                      | O = El Partido se mantuvo: Nuevo senadores elegidos del mismo partido |
| Clave | I(D) = Independiente, asamblea con los Demócratas  | + = Ganadas del partido: Nuevos senadores elegidos de otros partidos  |
| Clave | Sin tag = El escaño no estuvo en elección este año |                                                                       |

### Composición del Senado antes y después de las elecciones
| |               |                          |    |    |    |    |    |    |    |    |    |    |    |    |    |    |    |    |    |    |    |    |    |    |    |    |    |    |    |    |    |    |    |    |    |    |    |    |    |    |    |    |    |    |    |    |    |    |    |    |    |    |    |    |    |    |    |    |    |    |    |    |    |    |    |    |    |    |    |    |    |    |    |    |    |    |    |    |    |    |    |    |    |    |    |    |    |    |    |    |    |    |    |    |    |    |    |    |    |
| Composición del Senado al inicio del 111.º Congreso                                                              |               |                          |    |    |    |    |    |    |    |    |    |    |    |    |    |    |    |    |    |    |    |    |    |    |    |    |    |    |    |    |    |    |    |    |    |    |    |    |    |    |    |    |    |    |    |    |    |    |    |    |    |    |    |    |    |    |    |    |    |    |    |    |    |    |    |    |    |    |    |    |    |    |    |    |    |    |    |    |    |    |    |    |    |    |    |    |    |    |    |    |    |    |    |    |    |    |    |    |    |
| |               |                          |    |    |    |    |    |    |    |    |    |    |    |    |    |    |    |    |    |    |    |    |    |    |    |    |    |    |    |    |    |    |    |    |    |    |    |    |    |    |    |    |    |    |    |    |    |    |    |    |    |    |    |    |    |    |    |    |    |    |    |    |    |    |    |    |    |    |    |    |    |    |    |    |    |    |    |    |    |    |    |    |    |    |    |    |    |    |    |    |    |    |    |    |    |    |    |    |    |
| 57 | 57            | 57                       | 57 | 57 | 57 | 57 | 57 | 57 | 57 | 57 | 57 | 57 | 57 | 57 | 57 | 57 | 57 | 57 | 57 | 57 | 57 | 57 | 57 | 57 | 57 | 57 | 57 | 57 | 57 | 57 | 57 | 57 | 57 | 57 | 57 | 57 | 57 | 57 | 57 | 57 | 57 | 57 | 57 | 57 | 57 | 57 | 57 | 57 | 57 | 57 | 57 | 57 | 57 | 57 | 57 | 57 | 2  | 2  | 41 | 41 | 41 | 41 | 41 | 41 | 41 | 41 | 41 | 41 | 41 | 41 | 41 | 41 | 41 | 41 | 41 | 41 | 41 | 41 | 41 | 41 | 41 | 41 | 41 | 41 | 41 | 41 | 41 | 41 | 41 | 41 | 41 | 41 | 41 | 41 | 41 | 41 | 41 | 41 | 41 |
| ^ |               |                          |    |    |    |    |    |    |    |    |    |    |    |    |    |    |    |    |    |    |    |    |    |    |    |    |    |    |    |    |    |    |    |    |    |    |    |    |    |    |    |    |    |    |    |    |    |    |    |    |    |    |    |    |    |    |    |    |    |    |    |    |    |    |    |    |    |    |    |    |    |    |    |    |    |    |    |    |    |    |    |    |    |    |    |    |    |    |    |    |    |    |    |    |    |    |    |    |    |
| |               |                          |    |    |    |    |    |    |    |    |    |    |    |    |    |    |    |    |    |    |    |    |    |    |    |    |    |    |    |    |    |    |    |    |    |    |    |    |    |    |    |    |    |    |    |    |    |    |    |    |    |    |    |    |    |    |    |    |    |    |    |    |    |    |    |    |    |    |    |    |    |    |    |    |    |    |    |    |    |    |    |    |    |    |    |    |    |    |    |    |    |    |    |    |    |    |    |    |    |
| Composición del Senado al inicio del 112.º Congreso                                                              |               |                          |    |    |    |    |    |    |    |    |    |    |    |    |    |    |    |    |    |    |    |    |    |    |    |    |    |    |    |    |    |    |    |    |    |    |    |    |    |    |    |    |    |    |    |    |    |    |    |    |    |    |    |    |    |    |    |    |    |    |    |    |    |    |    |    |    |    |    |    |    |    |    |    |    |    |    |    |    |    |    |    |    |    |    |    |    |    |    |    |    |    |    |    |    |    |    |    |    |
| 51 | 51            | 51                       | 51 | 51 | 51 | 51 | 51 | 51 | 51 | 51 | 51 | 51 | 51 | 51 | 51 | 51 | 51 | 51 | 51 | 51 | 51 | 51 | 51 | 51 | 51 | 51 | 51 | 51 | 51 | 51 | 51 | 51 | 51 | 51 | 51 | 51 | 51 | 51 | 51 | 51 | 51 | 51 | 51 | 51 | 51 | 51 | 51 | 51 | 2  | 2  | 47 | 47 | 47 | 47 | 47 | 47 | 47 | 47 | 47 | 47 | 47 | 47 | 47 | 47 | 47 | 47 | 47 | 47 | 47 | 47 | 47 | 47 | 47 | 47 | 47 | 47 | 47 | 47 | 47 | 47 | 47 | 47 | 47 | 47 | 47 | 47 | 47 | 47 | 47 | 47 | 47 | 47 | 47 | 47 | 47 | 47 |    |    |    |
| ^ |               |                          |    |    |    |    |    |    |    |    |    |    |    |    |    |    |    |    |    |    |    |    |    |    |    |    |    |    |    |    |    |    |    |    |    |    |    |    |    |    |    |    |    |    |    |    |    |    |    |    |    |    |    |    |    |    |    |    |    |    |    |    |    |    |    |    |    |    |    |    |    |    |    |    |    |    |    |    |    |    |    |    |    |    |    |    |    |    |    |    |    |    |    |    |    |    |    |    |    |
| |               |                          |    |    |    |    |    |    |    |    |    |    |    |    |    |    |    |    |    |    |    |    |    |    |    |    |    |    |    |    |    |    |    |    |    |    |    |    |    |    |    |    |    |    |    |    |    |    |    |    |    |    |    |    |    |    |    |    |    |    |    |    |    |    |    |    |    |    |    |    |    |    |    |    |    |    |    |    |    |    |    |    |    |    |    |    |    |    |    |    |    |    |    |    |    |    |    |    |    |
| \| Clave: \| Demócrata \| \| \| \| \| Independiente \| (apoya a los Demócratas) \| \| \| \| Republicano \| \| \| |               |                          |    |    |    |    |    |    |    |    |    |    |    |    |    |    |    |    |    |    |    |    |    |    |    |    |    |    |    |    |    |    |    |    |    |    |    |    |    |    |    |    |    |    |    |    |    |    |    |    |    |    |    |    |    |    |    |    |    |    |    |    |    |    |    |    |    |    |    |    |    |    |    |    |    |    |    |    |    |    |    |    |    |    |    |    |    |    |    |    |    |    |    |    |    |    |    |    |    |
| Clave: | Demócrata     |                          |    |    |    |    |    |    |    |    |    |    |    |    |    |    |    |    |    |    |    |    |    |    |    |    |    |    |    |    |    |    |    |    |    |    |    |    |    |    |    |    |    |    |    |    |    |    |    |    |    |    |    |    |    |    |    |    |    |    |    |    |    |    |    |    |    |    |    |    |    |    |    |    |    |    |    |    |    |    |    |    |    |    |    |    |    |    |    |    |    |    |    |    |    |    |    |    |    |
| | Independiente | (apoya a los Demócratas) |    |    |    |    |    |    |    |    |    |    |    |    |    |    |    |    |    |    |    |    |    |    |    |    |    |    |    |    |    |    |    |    |    |    |    |    |    |    |    |    |    |    |    |    |    |    |    |    |    |    |    |    |    |    |    |    |    |    |    |    |    |    |    |    |    |    |    |    |    |    |    |    |    |    |    |    |    |    |    |    |    |    |    |    |    |    |    |    |    |    |    |    |    |    |    |    |    |
| | Republicano   |                          |    |    |    |    |    |    |    |    |    |    |    |    |    |    |    |    |    |    |    |    |    |    |    |    |    |    |    |    |    |    |    |    |    |    |    |    |    |    |    |    |    |    |    |    |    |    |    |    |    |    |    |    |    |    |    |    |    |    |    |    |    |    |    |    |    |    |    |    |    |    |    |    |    |    |    |    |    |    |    |    |    |    |    |    |    |    |    |    |    |    |    |    |    |    |    |    |    |